# Nelsa Alves
Nelsa Alves (Luanda, 1º giugno 1988) è una modella angolana, incoronata Miss Angola 2009 nel dicembre 2008 preso il Cine Atlantico di Luanda, ottenendo quindi il diritto di rappresentare l'Angola a Miss Universo 2009.
In qualità di rappresentante ufficiale della propria nazione all'edizione del 2009 di Miss Universo trasmesso dal vivo da Nassau il 23 agosto. Tuttavia Nelsa Alves non è riuscita a classificarsi nella rosa delle quindici finaliste del concorso, fra le quali in seguito è stata scelta la vincitrice, Stefanía Fernández del Venezuela.